# Neoaves
A neoaves egy olyan öregrend, mely a futómadár-szabásúak és a Galloanserae (réce, tyúk és hasonlók) kivételével minden ma élő madarat magába foglal. A ma ismert mintegy 10.000 madárfaj körülbelül 95%-a ebbe az öregrendbe tartozik.
A különféle osztályok kialakulása a kréta-tercier kihalási esemény környékén igen hamar végbement. Emiatt az csoportok egymáshoz képesti viszonyának megállapítása igen nehéz munkának bizonyul.

## Törzsfejlődés
A neoavian csoportok korai szétválása nagyon gyorsan, a kréta–tercier kihalási esemény körül lezajlott. A gyors szétválás miatt a rokonsági fokok meghatározása sok vitához vezetett. Ezen próbálkozások közül leginkább az elsők sok ellentmondást mutattak. Azonban manapság több nagyszabású, a Neoavesek törzsfejlődésével foglalkozó tanulmány is nagy előrelépéseket ért el, bár még mindig nem sikerült teljes konszenzust kialakítani ezen csoportok topológiáját illetően. Jarvis et al. (2014) 48 taxon génvizsgálata alapján a Neoaves fajait két nagy csoportra bontotta, melyek a Columbea és a Passerea lettek, de Prum et al egy 198 taxonon elvégzett elemzése (2015) másfajta csoportosítást ajánl a korai szétválást illetően. Reddy et al egy 2017-ben, egy nagyobb adatállományon elvégzett újabb elemzése (2017) arra jutott, hogy emögött a szekvenciális adatok húzódnak meg, mely kedvezett Prum topológiájának. A még a nagyobb törzsfejlődési tanulmányokban is megmutatkozó eltérések arra ösztökélték a Suh (2016) által vezetett csoportot, hogy előálljon egy olyan elképzeléssel, mely szerint a Neoaves alapja egy kilences kemény politómia. Houde et al. (2019) elemzése sikeresen rekonstruálta a Columbea ágat, a politómia méretét pedig a Passerea csoporton belül hatágúra csökkentette.
Azonban ezek a tanulmányok mind egyetértenek abban, hogy léteznek főcsoportok, melyeket Reddy et al. (2017) „mágikus hetesnek” hív, melyek három további „árva renddel” alkotják a Neoavest. Ezek között vannak vízimadár kládok (Aequornithes) és egy nagyobb szárazföldi madár klád (Telluraves). Reddy et al. (2017) a következő csoportokat határozta meg:
- A "mágikus hetes" kládjai:

1. Telluraves (szárazföldi madarak)
2. Aequornithes (vízimadarak)
3. Eurypygimorphae (guvatgém, kagu és phaethon)
4. Otidimorphae (turákófélék, túzokalakúak és kakukkfélék)
5. Strisores (lappantyúfélék, sarlósfecskefélék, kolibrifélék és társaik)
6. Columbimorphae (lábasguvatalakúak, pusztaityúk-alakúak és galambfélék)
7. Mirandornithes (flamingó- és vöcsökfélék)

- A három árva rend:
  - Hoacinalakúak (hoacin)
  - Darualakúak (darufélék és guvatfélék)
  - Lilealakúak (alkafélék)